# 特斯梅尼察

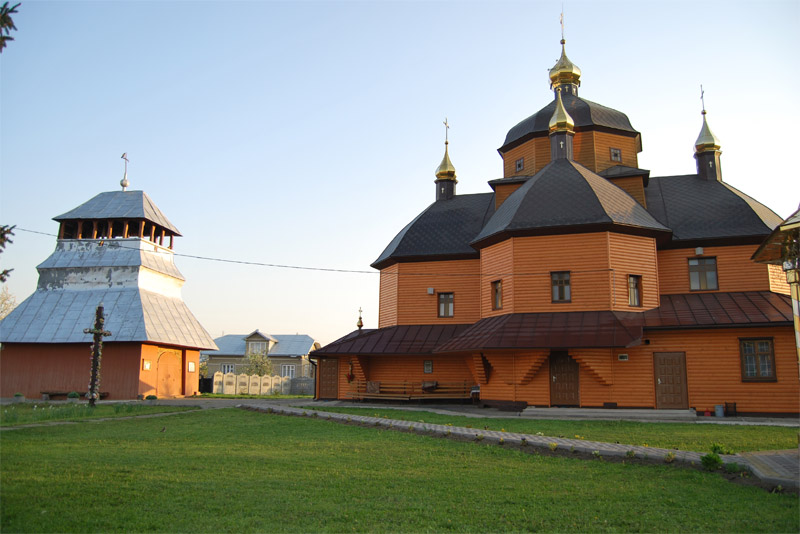
特斯梅尼察

特斯梅尼察（羅馬化：Tysmenytsia）是烏克蘭西部伊萬諾-弗蘭科夫斯克州伊万诺-弗兰科夫斯克区特斯梅尼察市镇内的城市及行政中心。面積38平方公里，2022年人口8,958，人口密度每平方公里253.1人。